# Кунтис-Слип
Ку́нтис-Слип (англ. Coenties Slip) — небольшая односторонняя улица в Нижнем Манхэттене, Нью-Йорк. Улица начинается как левое ответвление от Перл-стрит, поворачивает на юг и заканчивается на Уотер-стрит. Несколько севернее по Перл-стрит находится пешеходная аллея Кунтис-Элли (англ. Coenties Alley). Она ответвляется от Перл-стрит справа и заканчивается на Уильям-стрит.
На пересечении Перл-стрит и Кунтис-Слип с 1653 (по другим данным — с 1642 или 1644) по 1699 годы находилась городская ратуша (англ. city hall). По ней улица получила своё первое название — Сити-Холл-Лейн (англ. City Hall Lane; по другим данным — Сити-Холл-Слип, англ. City Hall Slip). Нынешнее же название улица получила в честь живших на ней дубильщика и сапожника Кунрата Тена Эйка и его супруги Антье. Название улицы является диминутивом от словосочетания Conraet's and Antje's.
В конце XVII века на улице и в прилегающем районе проживало множество торговцев. По данным на 1728 год, на Кунтис-Слип находился рыбный рынок, один из пяти продуктовых городских рынков (остальные были на Брод- и Уолл-стрит, Олд-Слип и Мейден-Лейн). В те годы на южной оконечности улицы находилась искусственная бухта. Кунтис-Слип серьёзно пострадала в результате крупного городского пожара в декабре 1835 года. Улица находилась практически в его эпицентре. В том же году бухта была засыпана.
В 1884 году на засыпанном участке земли был разбит парк. Он был назван Жаннет-парк (англ. Jeanette Park) в честь корабля Jeannette, возглавлявшего арктическую экспедицию 1879—1881 годов. В 1985 году парк был посвящён 250 000 жителям Нью-Йорка, служивших в вооружённых силах США с 1964 по 1975 годы. В 2001 году парк был преобразован в мемориальный комплекс Вьетнам-Ветеранс-Плаза.
Ближайшей к Кунтис-Слип станцией метро является Уайтхолл-стрит — Саут-Ферри (N, R).